# حماية الكبد
حماية الكبد (بالإنجليزية: Hepatoprotection)‏ أو مُضادٌّ لِسُميَّة الكبد (بالإنجليزية: antihepatotoxicity)‏، هو القُدرة على منع أذيّة الكبد. وَيُعرف الأذى باسم السُميَّة الكَبِديَّة.

## أدوية تستخدم في قسم الطوارئ للحماية من تسمم الكبد
- أسيتيل سيستئين ويعتبر الترياق للتسمم الناتج عن الجرعات المفرطة من الباراسيتامول[1]
- سيليمارين

## أعشاب تحوي مكوّنات حامية للكبد
- القَتَاد الداني[2][3][4][5][6][7] أو الأسطراغالُس القريب أو المُجاوِر[3][6][7][8][9] وَيُسمّى أيضًا «القفعاء الدانية» [2] (Astragalus propinquus).[10]
- الكركم أو الورص (Curcuma longa).[11]
- براسيكا (Brassica).[12]
- الطرخشقون السوري (Taraxacum syriacum).[13]